# Evanioidea
Evanioidea es una pequeña superfamilia de himenópteros que incluye tres familias. Dos de ellas están relacionadas entre sí, (Aulacidae y Gasteruptiidae) y la otra (Evaniidae) es más distante. Es posible que el grupo no sea monofilético. Hay muchos fósiles. Todos tienen un metasoma colocado muy alto. 
Se conoce muy poco del grupo; hay 1100 especies en total, pero muchas aun están sin describir. Las tres familias tienen un aspecto muy similar, si bien difieren en su biología. 